# Паника в Нидл-Парке
«Паника в Нидл-парке» (англ. The Panic In Needle Park) — американский драматический фильм режиссёра Джерри Шацберга по сценарию, написанному Джоан Дидион и Джоном Грегори Данном на основе одноимённого романа Джеймса Миллса. Главные роли в картине исполняют Аль Пачино и Китти Уинн.
За свою актёрскую работу в фильме Уинн выиграла приз Каннского кинофестиваля за лучшую женскую роль.

## Сюжет
Бобби — наркодилер, Хелен — молодая художница. Они знакомятся и между ними завязывается роман. Их отношения мало похожи на романтичные. Хелен тоже становится наркозависимой. Они мечтают завязать и начать жизнь заново, но это не так легко, как кажется…

## Актёрский состав
- Аль Пачино — Бобби
- Китти Уинн — Хелен
- Алан Винт[англ.] — детектив Хотч
- Ричард Брайт — Хэнк
- Киль Мартин[англ.] — Чико
- Майкл МакКланатхан — Сонни
- Уоррен Финнерти[англ.] — Сэмми
- Марсия Жан Курц[англ.] — Марси
- Рауль Хулия — Марко
- Энджи Ортега — Айрин
- Ларри Маршалл — Микки
- Пол Мейс — Уайти
- Нэнси МакКай — Пенни
- Гил Роджерс — Робинс
- Джо Сантос[англ.] — детектив ДиБоно
- Пол Сорвино — Самюэльс
- Салли Бояр[англ.] — доктор
- Рут Алда[англ.] — медсестра

## Принятие

### Отзывы критиков
Фильм получил положительные отзывы критиков. На интернет-агрегаторе Rotten Tomatoes он имеет рейтинг 85% на основе 13 рецензий. Metacritic дал фильму 74 балла из 100 возможных на основе 15 рецензий, что соответствует статусу «в основном положительные отзывы».
Кинокритик Роджер Эберт из Chicago Sun-Times дал фильму три с половиной звезды из четырех и написал, что «фильм живет и движется. Он не наполнен быстрой нарезкой или хитрым монтажом, но руководство Джерри Шацберга настолько уверенное, что мы без особых усилий вникаем в тему. Мы знакомимся с персонажами, знакомимся с их миром. В частности, мы узнаем об отношениях между Бобби и Хелен, и, слава Богу, создатели фильма проявили достаточно вкуса, чтобы не убить их в конце только потому, что это так модно в наши дни».

### Награды и номинации
| Год  | Ассоциация             | Категория               | Номинант(-ы)   | Результат |
| ---- | ---------------------- | ----------------------- | -------------- | --------- |
| 1971 | Каннский кинофестиваль | Лучшая женская роль     | Китти Уинн     | Победа    |
| 1971 | Каннский кинофестиваль | Золотая пальмовая ветвь | Джерри Шацберг | Номинация |